# Koppel, Pennsylvania
Koppel, Pennsylvania (енгл. Koppel) град је у америчкој савезној држави Пенсилванија.

## Демографија
По попису из 2010. године број становника је 762, што је 94 (-11,0%) становника мање него 2000. године.
| Група             | 2000.       | 2010.       |
| Белци             | 838 (97,9%) | 725 (95,1%) |
| Афроамериканци    | 4 (0,5%)    | 16 (2,1%)   |
| Азијати           | 0 (0,0%)    | 2 (0,3%)    |
| Хиспаноамериканци | 3 (0,4%)    | 13 (1,7%)   |
| Укупно            | 856         | 762         |